# Pont antic de Malagarriga
El Pont antic de Malagarriga és un pont sobre el riu Cardener de Pinós (Solsonès) protegit com a Bé Cultural d'Interès Local.

## Descripció
Restes d'un pont que passava sobre el riu Cardener i que pertanyen als dos municipis de Cardona i Pinós. El pont està situat a l'extrem sud de Cardona, en un terreny erm i envoltat de zones boscoses. Per arribar-hi, cal agafar la C-1410 i, al km. 26, prendre el camí de terra que passa per sota la nova carretera; està a uns 150 metres del nou pont de Malagarriga.
Només en resten els estreps a banda i banda del riu, així com una petita part de la caixa. Originalment era un pont amb dos arcs -un de 112 m de llum i l'altre de 96 m- i una longitud de 380 metres i 21'5 metres d'alçada. El parament exterior és fet amb carreus molt ben treballats lligats amb morter de calç.

## Història
Els orígens del pont es remunten al segle xiii, tot i que al segle xv fou reconstruït. Va ser enderrocat amb explosius el 1939 per l'exèrcit republicà quan les tropes nacionals avançaven cap a Cardona.